# Соломон и Гейнор
«Соломон и Гейнор» (валл. Solomon a Gaenor) — валлийский художественный фильм 1999 года режиссера Пола Моррисона. Премьера в Великобритании 30 апреля 1999 года. 
Лауреат премии BAFTA и номинант премии «Оскар». Фильм вышел на двух языках: английском и валлийском, хотя в обоих случаях в фильме сохранились сцены на идише.

## Сюжет
Действие происходит в  Южном Уэльсе  в 1911 году. Юноша из еврейской семьи Соломон (Йоан Гриффит) зарабатывает, ходя по домам и торгуя сукном. Чтобы внушить доверие местным жителям, он скрывает свое еврейское происхождение. В одном из домов Соломон встречает Гейнор (Ниа Робертс), валлийскую девушку из строгой шахтерской семьи. Брат Гейнор Крэд (Марк Льюис Джонс) – ярый антисемит.
Между молодыми людьми зарождается любовь. Соломон встречается с Гейнор под именем Сэма, пока беременность девушки не вынуждает его сознаться во всем. После внутренней борьбы Гейнор примиряется с обманом и понимает, что любит Соломона по-прежнему.
Начавшиеся еврейские погромы разлучают влюбленных. В конце концов  Соломон понимает, что не может жить без Гейнор, и бросается на ее поиски. Преодолев огромное расстояние пешком, он приходит к Крэду с требованием выдать местонахождение сестры. Крэд зверски избивает его, однако, пораженный упорством юноши, открывает ему адрес.
Встреча героев оказывается невеселой. Здоровье Соломона окончательно подорвано дорогой и побоями. Несмотря на отчаянные попытки Гейнор выходить его, он чахнет. Не дождавшись рождения своего ребенка, Соломон умирает в объятиях  любимой женщины.

## В ролях
- Йоан Гриффит — Соломон Левински
- Ниа Робертс — Гейнор Риз
- Эллиот Кантор — Беньямин Левински
- Сью Джон-Дэвис — Гвен
- Вильям Томас — Идрис Риз
- Марк Льюис Джонс — Крэд Риз
- Морин Липман — Рейзл
- Дэвид Горович — Исаак
- Элед Филлипс — мальчик в церкви

## Премии и призы
- Оскар 2000
  - Лучший фильм на иностранном языке —  номинация[1]
- Шербур-Октевильский фестиваль ирландского и британского кино
  - Лучший фильм  —  номинация
- Международный кинофестиваль в Эмдене
  - Emden Film Award   —  2-й приз
- Международный кинофестиваль в Фестории
  - Золотой дельфин (главный приз жюри) —  победа
- Веронский международный кинофестиваль любви
  - Лучший фильм  —  победа
- BAFTA Cymru
  - Лучший фильм, лучшая операторская работа (Нина Келлгрен), лучший дизайн (Хайден Пирс), лучшая работа костюмера (Максин Браун) —  победа